# 中部区 (多哥)
中部區是多哥的五個區之一，是人口最少的區份，東臨貝寧，南面是高原區，西接加納，北毗卡拉區。中部區的首府是索科德，其他重要城市還有昌巴和索圖布阿，下分4省，分別是布利塔省、索圖布阿省、昌巴省和查奧州省。
1. ↑  . hdi.globaldatalab.org.   [2018-09-13]. （原始内容存档于2018-09-23） （英语）.